# Harry B. Harris

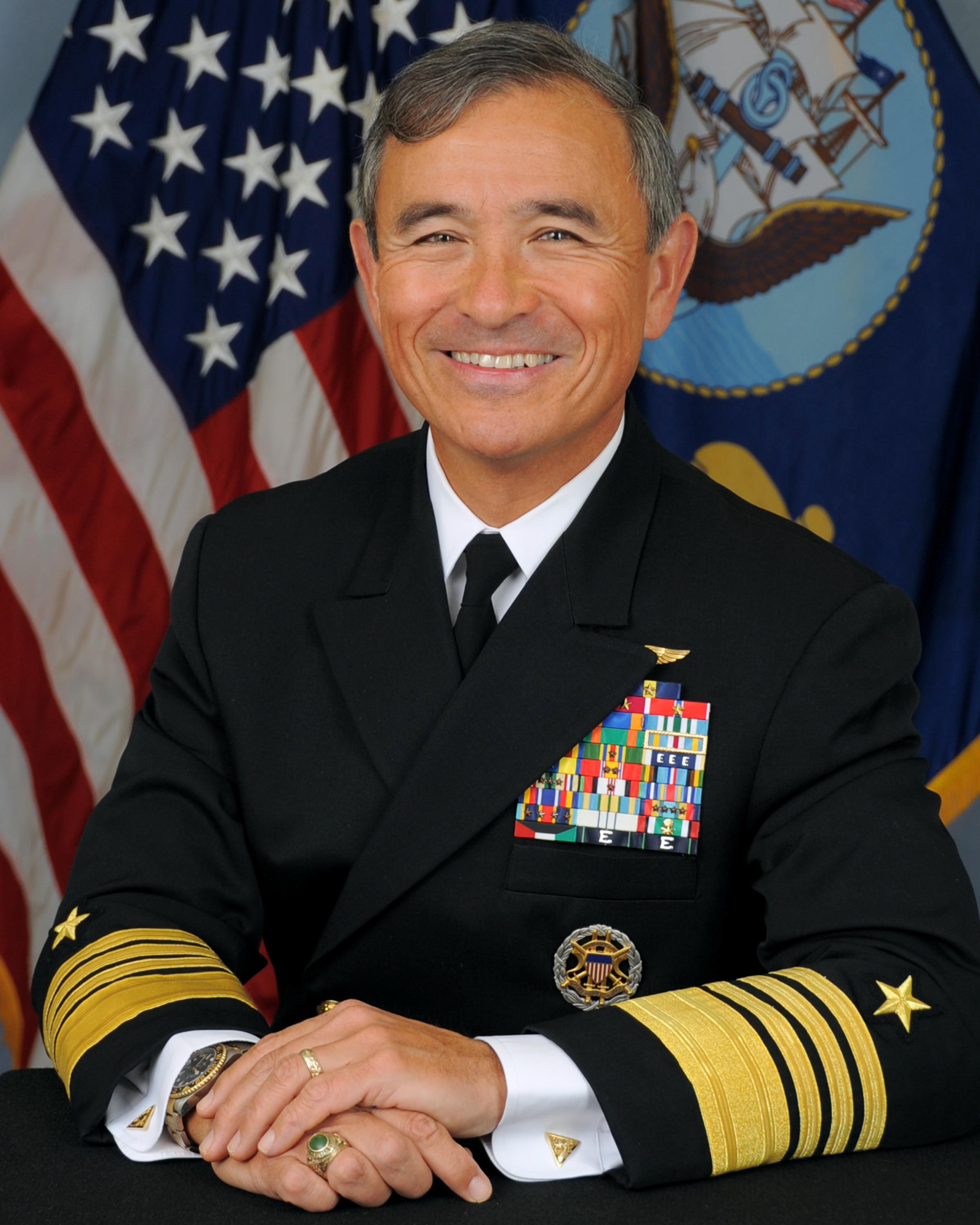
Harry B. Harris, 2013

Harry Binkley Harris jr. (* 4. August 1956 in Yokosuka, Japan) ist ein US-amerikanischer Offizier und Diplomat.
Harris kommandierte zwischen 2006 und 2007 die auf Kuba gelegene Guantanamo Bay Naval Base mit ihren international umstrittenen Gefangenenlagern, die nach den Terroranschlägen des 11. Septembers eingerichtet worden waren.
Harris war 2011 als kommandierender Offizier der im Mittelmeer stationierten 6. US-Flotte verantwortlich für Planung und Ausführung der Operation Odyssey Dawn im Rahmen des internationalen Militäreinsatzes in Libyen.
Harris war zudem Admiral der United States Navy (USN) und diente vom 16. Oktober 2013 an als Befehlshaber der U.S. Pacific Fleet (USPACFLT). Zwischen dem 27. Mai 2015 und dem 30. Mai 2018 war er Oberbefehlshaber des U.S. Pacific Command (USPACOM), einem teilstreitkraftübergreifenden Regionalkommando der Streitkräfte der Vereinigten Staaten. Von Juni 2018 bis Januar 2021 war er US-amerikanischer Botschafter in Südkorea.

## Ausbildung und Karriere
Harris wurde als Sohn eines Angehörigen der US-Streitkräfte und einer Japanerin in Yokosuka geboren, wuchs aber nach der Rückkehr der Eltern in die Vereinigten Staaten hauptsächlich in Tennessee und Florida auf. Er schloss 1978 die United States Naval Academy in Annapolis, Maryland, ab und begann anschließend seinen Dienst bei der U.S. Navy als Marineflieger. Sein Dienst führte Harris daraufhin unter anderem als taktischer Offizier auf die Saratoga und die Naval Air Station Barbers Point, Hawaii.
Während seiner Laufbahn diente Harris in zahlreichen Auslandseinsätzen, etwa in den Operationen Document III. (Libyen, 1986) und Earnest Will (Persischer Golf, 1987/88), außerdem im Zweiten Golfkrieg (Irak, 1991) und im Rahmen der Operation Enduring Freedom.
Als Flieger absolvierte Harris bisher rund 4.400 Flugstunden, 400 davon in Kampfeinsätzen und in Patrouillen- und Aufklärungsflügen. Seine weitere Ausbildung beinhaltet Masterstudien und Lehrgänge an der Harvard Kennedy School, der Georgetown University of Foreign Service, der University of Oxford und dem Massachusetts Institute of Technology; Schwerpunkt seiner Studien war der ostasiatische Raum.

## Dienst als Flaggoffizier

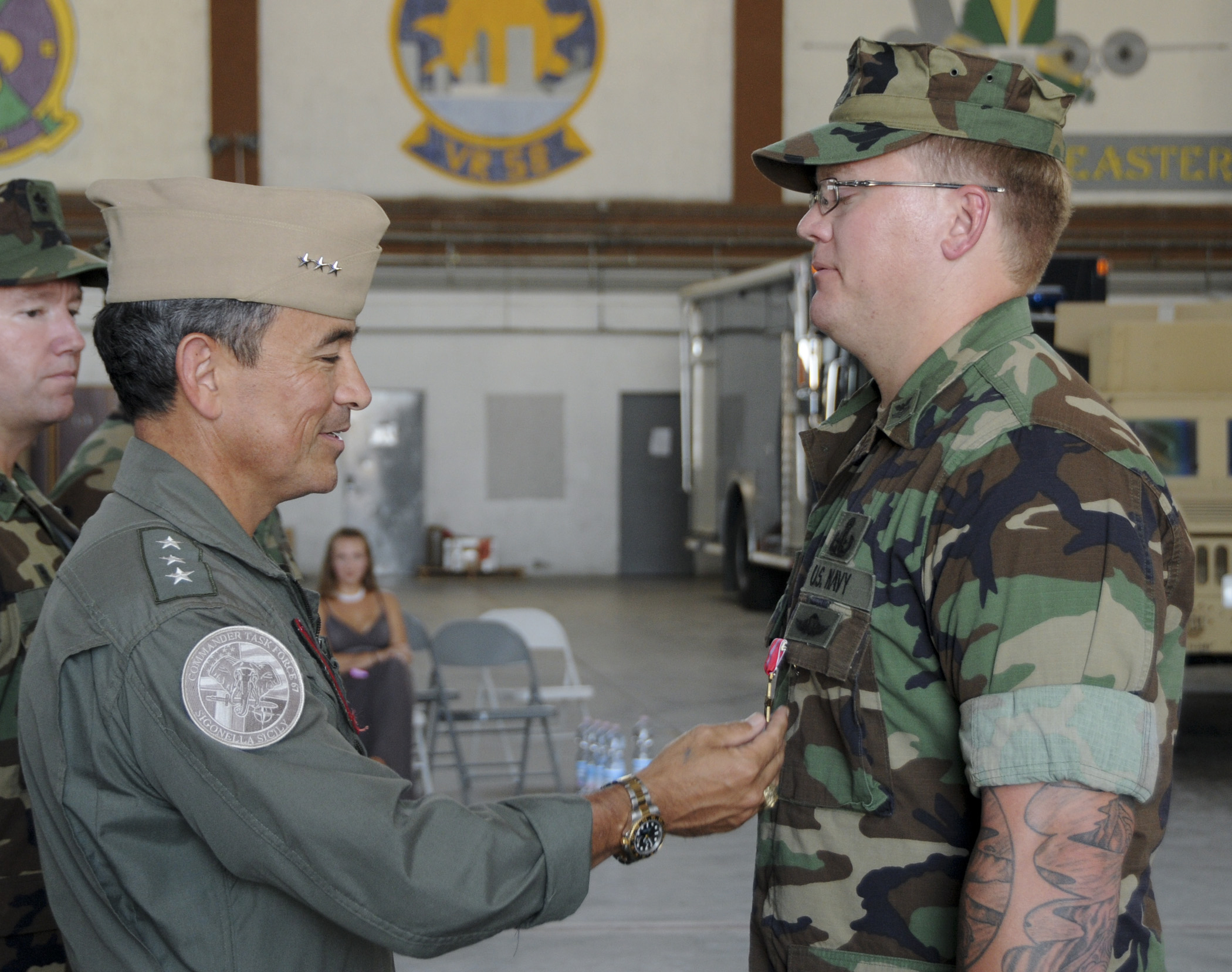
Harris (links, hier als Vizeadmiral) bei der Verleihung des Bronze Star an einen Soldaten der U.S. Navy für dessen besondere Verdienste während seines Einsatzes in Afghanistan (Militärflugplatz Sigonella, 2010)

Nach Beförderung zum Flottillenadmiral diente Harris von August 2003 an zunächst als Director Information, Plans and Security Division beim Stabschef der Marineoperationen.
Ab dem 31. März 2006 kommandierte er dann im Range eines Konteradmirals etwa ein Jahr lang die 2002 eingerichtete Joint Task Force Guantanamo im Osten Kubas und war damit auch zuständig für die international umstrittenen Gefangenenlager der Guantanamo Bay Naval Base. Im Juni 2007 wurde er als Director of Operations (J3) zum U.S. Southern Command nach Miami, Florida, versetzt; anschließend diente er zwischen 2008 und 2009 als stellvertretender Chief of Naval Operations for Communication Networks (OPNAV N6) und stellvertretender Department of the Navy Chief Information Officer im Pentagon.
Im November 2009 übernahm Harris unter Beförderung zum Vizeadmiral das Kommando über die 6. U.S. Flotte, damit verbunden war er auch stellvertretender Kommandeur der U.S. Naval Forces Europe und der U.S. Naval Forces Africa. Ab Oktober 2011 diente er dann wiederum im Pentagon als Adjutant des Vorsitzenden des Vereinigten Generalstabs.
Am 24. Juni 2013 nominierte US-Präsident Barack Obama Harris für die Nachfolge von Cecil D. Haney, der seinerseits den Oberbefehl über das U.S. Strategic Command übernahm, als Befehlshaber der U.S. Pacific Fleet. Der Senat bestätigte die Nominierung am 1. August, Harris trat das Kommando schließlich am 16. Oktober an; seine Beförderung zum Admiral erfolgte am selben Tag im Rahmen der Kommandoübergabe.
Am 22. September 2014 wurde er von Präsident Obama als  Oberbefehlshaber des U.S. Pacific Command (USPACOM) nominiert. Der US-Senat bestätigte die Nominierung am 11. Dezember 2014 und Harris übernahm am 27. Mai 2015 des Kommando der USPACOM. 

## Botschafter
Im Februar 2018 nominierte US-Präsident Donald Trump Harris als Botschafter in Australien. Auf Empfehlung des Außenministers Mike Pompeo änderte Trump die Nominierung im Mai 2018 auf Südkorea. Nach der Bestätigung durch den US-Senat wurde Harris am 29. Juni 2018 als Botschafter der USA in Südkorea vereidigt. Er trat im Januar 2021 von diesem Amt zurück.

## Auszeichnungen
Auswahl der Dekorationen, sortiert in Anlehnung an die Order of Precedence of Military Awards:
- Defense Distinguished Service Medal
- Navy Distinguished Service Medal mit goldenem Stern
- Defense Superior Service Medal mit zwei goldenen Sternen
- Legion of Merit mit zwei goldenen Sternen
- Bronze Star mit goldenem Stern
- Meritorious Service Medal mit drei goldenen Sternen
- Air Medal
- Joint Service Commendation Medal
- Navy & Marine Corps Commendation Medal mit vier goldenen Sternen
- Navy & Marine Corps Achievement Medal
- National Defense Service Medal
- Global War on Terrorism Expeditionary Medal
- Global War on Terrorism Service Medal

## Beförderungen
| Rang                      | Datum |
| ------------------------- | ----- |
| Ensign                    | 1978  |
| Lieutenant Junior Grade   | n/a   |
| Lieutenant                | n/a   |
| Lieutenant Commander      | n/a   |
| Commander                 | n/a   |
| Captain                   | n/a   |
| Rear Admiral (lower half) | 2004  |
| Rear Admiral (upper half) | 2006  |
| Vice Admiral              | 2009  |
| Admiral                   | 2013  |